# Regementsgatan, Malmö

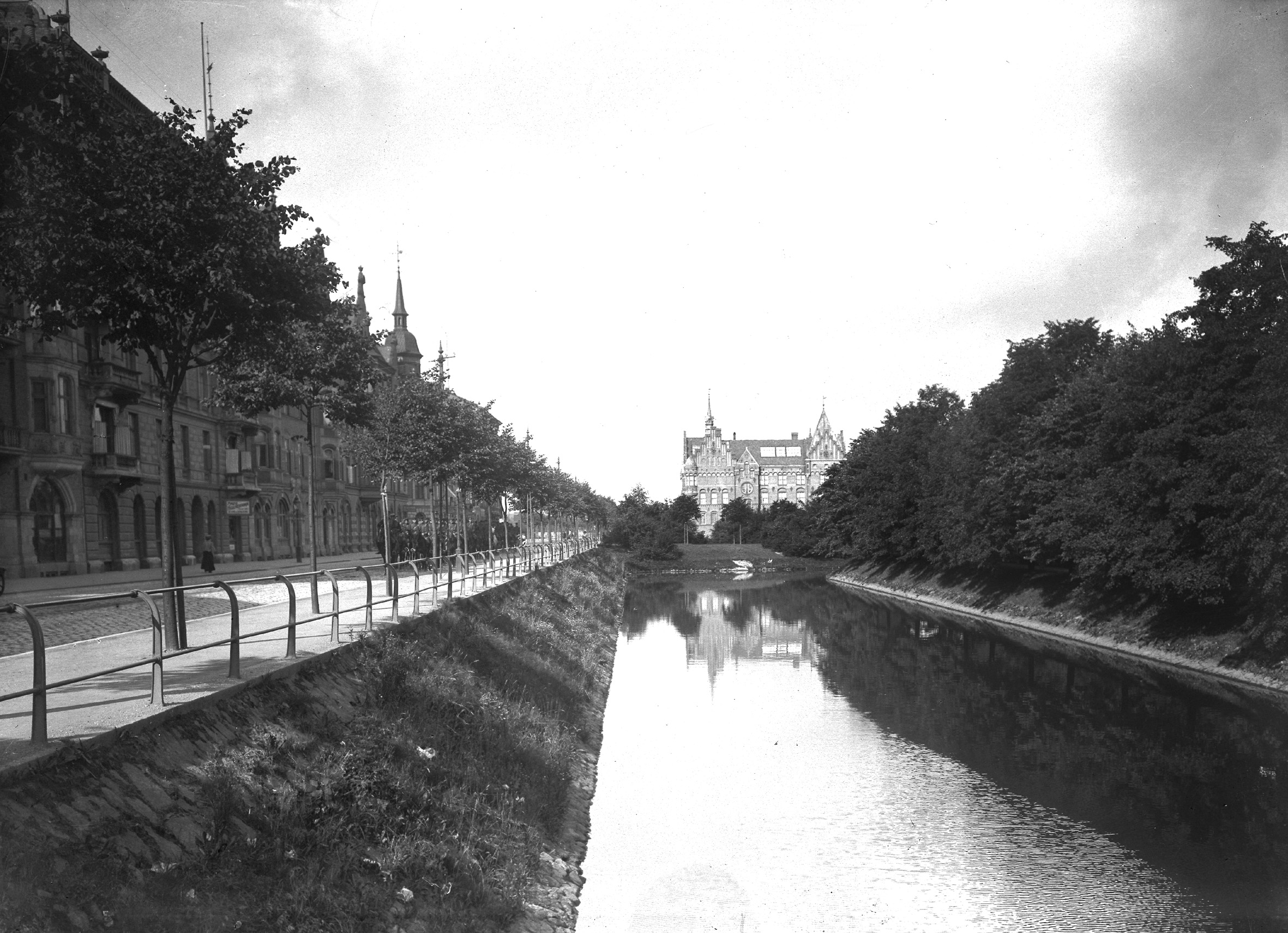
Regementsgatan ca 1910. En husartropp på väg uppför gatan.

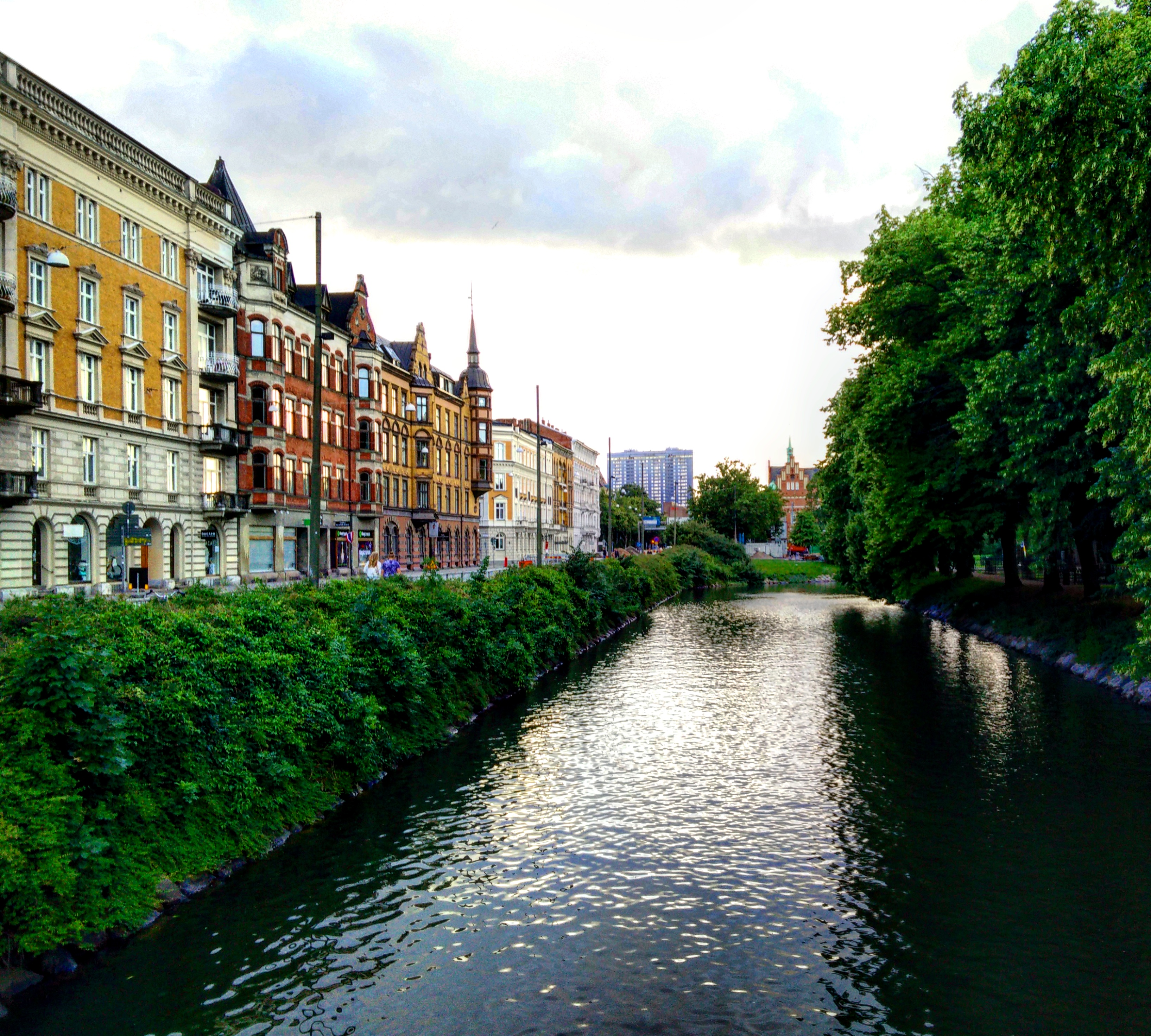
Samma vy 2016.

Regementsgatan är en lång gata i som sträcker sig från centrala Malmö till Västra Innerstaden, i Malmö.
Regementsgatan planlades 1887 men utlades i sin första etapp endast från Södra Förstadsgatan fram till Villagatan (från 1904 Fersens väg). År 1896 var entrén till Nordiska industri- och slöjdutställningen belägen vid gatans västra slut. År 1897, när Kronprinsens husarregemente fick nya kaserner där höghuset Kronprinsen ligger idag, förlängdes gatan fram till nuvarande Fridhemstorget. Samtidigt anlades Slottsparken på norra sidan av gatan. År 1912 förlängdes gatan återigen, fram till Fridhemsvägen. 
Regementsgatan blev från 1897 den viktigaste trafikleden västerut i Malmö och Rönneholmsvägens, ursprungligen en gammal landsväg, betydelse minskade betydligt. Regementsgatan trafikerades av elektriska spårvagnar under åren 1907–73. Sträckan mellan Fersens väg och Mariedalsvägen utgjordes ursprungligen av en allé bestående av 150 lindar. Dessa fälldes 1966, trots en intensiv debatt, för att ge plats åt den tilltagande biltrafiken.
Vid Regementsgatan ligger bland annat Malmö stadsbibliotek, badhuset Aq-va-kul, Malmö Borgarskola, E.ON Sveriges (tidigare Sydkrafts) huvudkontor och skyskrapan Kronprinsen.

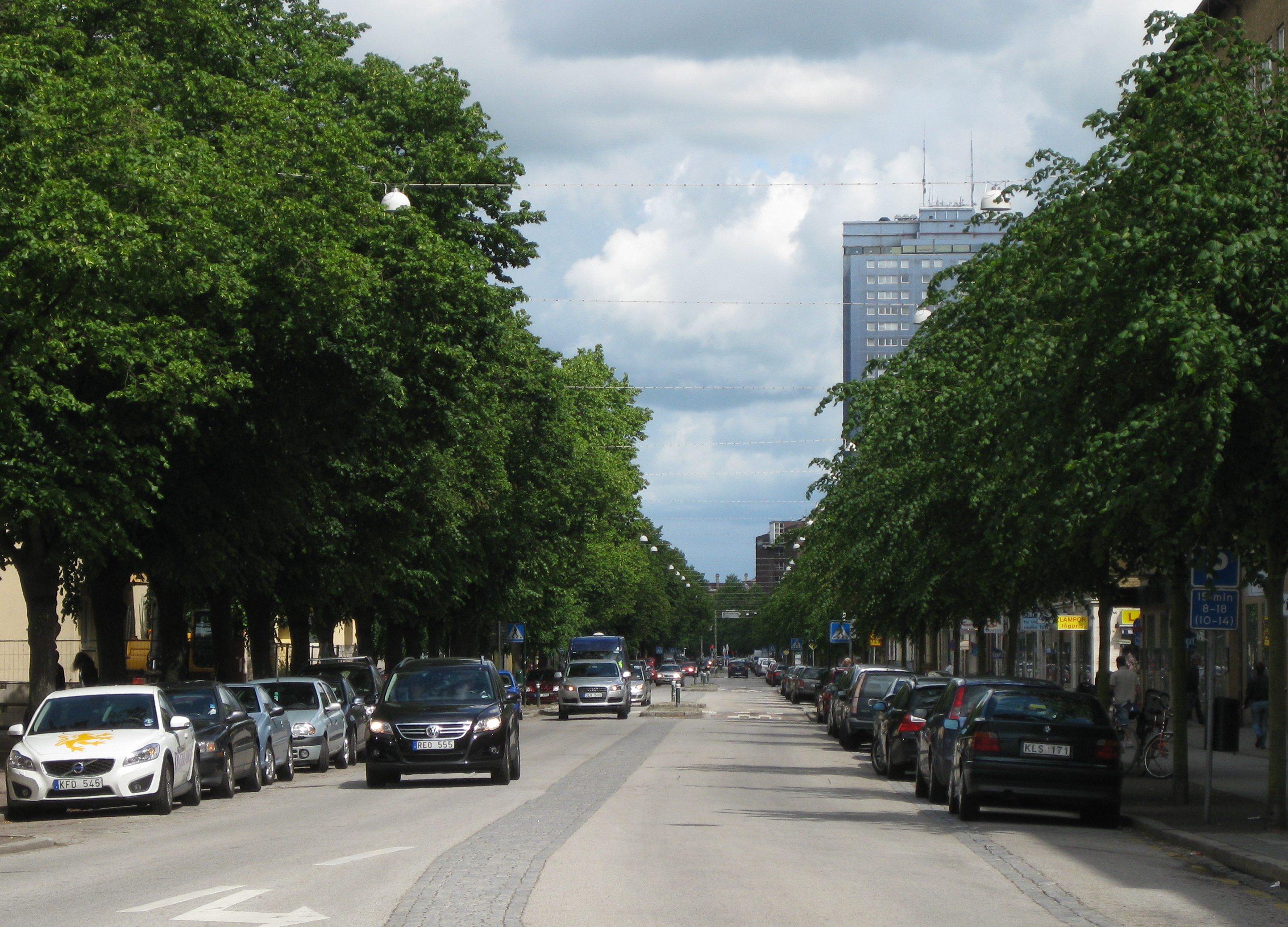
Regementsgatan 2010.